# 小林政敏
小林 政敏（こばやし まさとし、1948年10月8日 - 2003年2月20日）は、新潟県出身の元リュージュ選手、北海道ボブスレー・リュージュ連盟常任理事。1972年札幌オリンピック日本代表。妻の大高優子はリュージュ選手で同じく札幌オリンピック日本代表、娘の小林由美恵も同様リュージュ選手で1998年長野オリンピック、2002年ソルトレークシティオリンピック代表。
1972年に開催された札幌オリンピックに出場し、男子1人乗りで24位、2人乗りでは荒井理と共に4位入賞している。この大会は日本において冬季オリンピックのリュージュ競技初出場であった。
2003年2月20日、北海道女満別町にて心筋梗塞のため死去。